# 1 ウォール・ストリート・コート
1 ウォール・ストリート・コート（英語: 1 Wall Street Court）は、マンハッタンにあり、ビーバー・ビルディング（Beaver Building）、ココア取引所（Cocoa Exchange、以前はニューヨーク・ココア取引所があった）としても知られ、フラットアイアンビルディングを思い起こさせる三角形の建物である。1904年に完成した建物は、クリントン・アンド・ラッセルによってネオルネッサンス様式で設計され、ウォール街、パール・ストリート及びビーバー・ストリートの交差点に位置している。
2006年頃、建物は、コンドミニアムの住居に生まれ変わるため、改装された。